# Scaphochlamys argentea
Scaphochlamys argentea là một loài thực vật có hoa trong họ Gừng. Loài này được Rosemary Margaret Smith miêu tả khoa học đầu tiên năm 1987.
Năm 2016, Yen Yen Sam et al. tách 8 loài ở Borneo (gồm S. argentea, S. biru, S. calcicola, S. iporii, S. petiolata, S. reticosa, S. salahuddiniana, S. stenophylla) ra thành chi riêng, gọi là Borneocola - với B. reticosus là loài điển hình, nhưng Ooi et al. (2017) cho rằng việc tách ra này chưa đủ độ thuyết phục và vẫn duy trì 8 loài này trong chi Scaphochlamys.

## Mẫu định danh
Mẫu định danh: B.L. Burtt & P.J.B. Woods B2700, thu thập ngày 6 tháng 8 năm 1962 gần chân núi Gunung Perigi (Vườn quốc gia Gunung Gading), Lundu, tỉnh Kuching, bang Sarawak, Malaysia. Holotype lưu giữ tại Vườn Thực vật Hoàng gia tại Edinburgh (E).

## Phân bố
Loài này có ở tây bắc đảo Borneo, tỉnh Kuching, bang Sarawak, Malaysia. Môi trường sống là rừng khộp (Dipterocarpaceae) thứ sinh từ vùng đất thấp đến vùng đồi trên đất giàu thạch anh trên đá granit, ở cao độ 60–600 m.

## Mô tả
Địa thực vật thân thảo, sống lâu năm, có thân rễ. Thân rễ mỏng, đường kính 1–2 mm khi khô, bò lan, với các rễ bò leo dài mịn. Các chồi lá cách nhau 2–3 cm, 1 lá, không thấy cây non; cuống lá dài 3–6 cm, mỏng, nhẵn nhụi; bẹ không lá ~3, dài nhất tới 3,8 cm (bao quanh cuống lá), khô xác, nhẵn nhụi với đỉnh nhọn có lông tơ; bẹ lá chỉ dài vài mm; lưỡi bẹ nằm ở đáy lá, ~5 mm, dạng màng, 2 thùy và nhọn thon; phiến lá 6–10 × 3–4 cm, đối xứng, hình ôvan đến thuôn dài, đáy gần hình tim đến thuôn tròn, đỉnh nhọn rộng đến nhọn thon ngắn (có thể có túm lông), mặt gần trục màu xanh lục với gân trắng bạc rõ nét, mặt xa trục màu lục nhạt, thưa lông tơ dọc theo gân giữa về phía đáy lá; cuống cụm hoa dài 3–5 cm, thanh mảnh, gần như nhẵn nhụi. Cụm hoa nhỏ, thuôn tròn, 2 × 1 cm, với 3–4 lá bắc chen chúc chặt; lá bắc 2,5 × 0,2 cm, dài và mỏng, nở rộng về phía đáy, nhẵn nhụi, đỉnh nhọn và có túm lông, mỗi lá bắc đối diện ~2 hoa; lá bắc con thứ nhất dài 1,8 cm, hơi ngắn hơn lá bắc, các lá bắc con kế tiếp ngắn hơn; đài hoa dài 8 mm, với một khe chẻ ít nhất tới giữa chiều dài của nó, 3 răng nhỏ ở đỉnh; ống hoa dài 25 mm, hơi có lông tơ, các thùy tràng hoa màu lục nhạt, uốn ngược, thùy tràng lưng rộng hơn với đỉnh nhọn hơn, các thùy tràng bên 10 × 2–3 mm; nhị lép dài 5 mm, hình trứng ngược; cánh môi 10 × 8 mm, nhỏ, thuôn tròn, mép gần như nguyên (ở vật liệu sấy khô), có vuốt, mặt gần trục được các lông tuyến nhỏ bao phủ, màu trắng đến tím cẩm quỳ nhạt với đốm trung tâm màu vàng ánh lục nhạt/màu vàng; nhị màu trắng, chỉ nhị rất ngắn, mô vỏ bao phấn dài tới 4 mm với các cựa rời ngắn; mào cắt cụt; đầu nhụy hình chén với mép có lông rung; vòi nhụy có lông tơ; bầu nhụy dài 2 mm, có lông tơ ở gần đỉnh, 1 ngăn với ít noãn đính đáy. Quả màu xanh lục vàng.
Nhóm Petiolata được xác định bằng cụm hoa chen chúc chặt, sắp xếp xoắn ốc, các lá bắc dạng màng, các lá bắc con tương tự như lá bắc, với lá bắc con thứ nhất ngắn hơn lá bắc, 2 gờ lưng rất mờ nhạt, hoa nhỏ, dài ~4 cm với cánh môi chủ yếu có màu tím dài ~1 cm và quả có vỏ quả ngoài nhẵn. Nhóm này chỉ giới hạn ở phía tây Sarawak, gồm 10 loài là S. argentea, S. biru, S. durga, S. hasta, S. multifolia, S. nigra, S. petiolata, S. pseudoreticosa, S. reticosa, S. stenophylla.